# Шкірпан-Збронцева Олена Романівна
Олена Романівна Шкірпан-Збронцева (нар. 1 березня 1898, Бережани — пом. 23 червня 1976 ) — український радянський мистецтвознавець, доктор мистецтвознавства; член Спілки художників України.

## Біографія
Народилася 1 березня 1898 року у місті Бережанах (тепер Тернопільська область, Україна). 1926 року закінчила Віденський університет, де навчалась у Йозефа Стржиговського, Юліуса фон Шлоссера.
З 1945 року працювала старшим науковим співробітником Львівського відділу Інституту мистецтвознавства, фольклору та етнографії. Жила у Львові в будинку на вулиці Замковій № 2, квартира 2.

## Праці
- «Дерев'яні церкви Росії та їхнє відношення до камінного будівництва», Відень, 1926;
- «Перша виставка творчості львівських художниць (О. Кульчицької, Ю. Кратохвилі-Відимської, Н. Круглякової)», Львів, 1949;
- каталоги
  - «Другої виставки творів львівських радянських художників», Львів, 1949;
  - виставок
    - А. І. Манастирського, Львів, 1952;
    - С. Ю. Альбіновської, Львів, 1956;
- «Виставка львівської книжкової графіки», Львів, 1956.

Друкувалася в журналах, газетах.